# Narasaraopet
Narasaraopet là một thành phố và khu đô thị của huyện Guntur thuộc bang Andhra Pradesh, Ấn Độ.

## Địa lý
Narasaraopet có vị trí 16°15′B 80°04′Đ / 16,25°B 80,07°Đ Nó có độ cao trung bình là 55 mét (180 feet).

## Nhân khẩu
Theo điều tra dân số năm 2001 của Ấn Độ, Narasaraopet có dân số 95.002 người. Phái nam chiếm 50% tổng số dân và phái nữ chiếm 50%. Narasaraopet có tỷ lệ 64% biết đọc biết viết, cao hơn tỷ lệ trung bình toàn quốc là 59,5%: tỷ lệ cho phái nam là 72%, và tỷ lệ cho phái nữ là 57%. Tại Narasaraopet, 11% dân số nhỏ hơn 6 tuổi.